# Тонюк Василь Якович
Василь Якович Тоню́к (нар. 7 серпня 1928, Річка) — український майстер художнього різьблення по дереву; член Спілки радянських художників України з 1962 року та Національної спілки майстрів народного мистецтва України з 2008 року.

## Біографія
Народився 7 серпня 1928 року в селі Річці (нині Косівського району Івано-Франківської області, Україна). Вчився різьбленню з десяти років у свого батька — різьбяра Якова Тонюка. 1939 року закінчив три класи Річківської початкової школи. Спочатку працював вдома, виконував приватні замовлення; з 1944 року— в Річківському філіалі косівської артілі «Гуцульщина»; у 1962 році перейшов на Косівський художньо-виробничий комбінат, де працював до виходу на пенсію. В 1970 році закінчив середню вечірню школу в рідному селі. Мешкає в селі Річці.

## Творчість
Працював у галузі художнього різьблення по дереву. Серед робіт:
- декоративні тарілки, баклаги, бочечки, барильця, скриньки, рахви, намисто;
- ваза, присвячена 100-річчю від дня смерті Тараса Шевченка (1961);
- декоративна тарілка «Зірка» (1963).

Вироби оздоблював геометричними мотивами плоского різьблення та інкрустацією.
Брав участь у республіканських виставках з 1954 року, всесоюзних — з 1957 року, зарубіжних — з 1958 року (Франція, Канада, Румунія, США, Велика Британія).
Роботи майстра зберігаються у Національному музеї українського народного декоративного мистецтва в Києві, Музеї етнографії та художнього промислу та Національному музеї у Львові; у  колекції Національного музею народного мистецтва Гуцульщини та Покуття імені Йосафата Кобринського в Коломиї зберігаються 30 творів майстра.

## Відзнаки
- Нагороджений орденом «Знак Пошани», золотими медалями ВДНГ[3];
- Заслужений майстер народної творчості України з 2008 року[4].